# Alla luce del sole

Alla luce del sole (traduction : À la lumière du soleil) est un film italien réalisé par Roberto Faenza, sorti en 2005 en Italie.

## Synopsis
L'histoire est issue de la vie du prêtre catholique  Pino Puglisi tué par la Mafia sicilienne en 1993,.

## Fiche technique
- Titre : Alla luce del sole
- Titre original : Alla luce del sole
- Réalisation : Roberto Faenza
- Scénario : Roberto Faenza - Giacomo Faenza
- Production :
- Maison de production :
- Musique : Andrea Guerra
- Photographie : Italo Petriccione
- Montage :
- Costumes :
- Pays d'origine : Italie
- Format :
- Genre : Drame
- Durée : 89 minutes
- Date de sortie :
  - Italie : 21 janvier 2005

## Distribution
- Luca Zingaretti : don Pino Puglisi
- Alessia Goria : sœur Carolina
- Corrado Fortuna :  Gregorio
- Giovanna Bozzolo :  Anita
- Francesco Foti : Filippo Graviano
- Piero Nicosia :  Giuseppe Graviano
- Mimmo Mignemi : Leoluca Bagarella